# Migafonos
Migafonos es una serie de televisión infantil y una banda de música de origen boliviano creada por la Fundación MIGA Bolivia (el Movimento de Integración Gastronómico Alimentario)  en asociación con la representación boliviana de Unicef estrenada el 17 de abril de 2021 por el canal de televisión ATB.
El año siguiente, Unicef y MIGA Bolivia trasladaron la serie de ATB a Red Uno, siendo retransmitida desde el 13 de marzo del 2022, y estrenándose su segunda temporada el 8 de mayo hasta el 5 de junio del 2022.
La trama implica a un grupo de títeres que exploran para encontrar lugares donde se valore la buena alimentación. Ambas temporadas, tanto de ATB como de Red Uno, están en Youtube.

## Personajes

### Protagonistas
- Chilito (voz de Patricia Garcia)
- Isaño (voz de Andrei Salazar)
- Asaí (voz de Ana Daniela Salazar)
- Muñe (voz de Dennise Mendieta)
- Abuela (voz de Yolanda Bedregal)
  - Abuela joven (voz de Graciela Dorado)
- Papacito (voz de Dieter Rocha)
- Mamá (voz de Rosario Sirpa)

### Personajes secundarios
- Papandilla (voces de Lucía Orellana y Daniela Lema; Episodio 1)
- Locutor de radio (voz de Sebastian Molina; Episodio 1)

## Episodios
| Temporada | Temporada | Episodios | Rango de episodios | Emisión original    | Emisión original   | Cadena original |
| Temporada | Temporada | Episodios | Rango de episodios | Inicio              | Final              | Cadena original |
| --------- | --------- | --------- | ------------------ | ------------------- | ------------------ | --------------- |
|           | 1         | 6         | 1 - 6              | 17 de abril de 2021 | 22 de mayo de 2021 | ATB             |
|           | 2         | 5         | 7 - 11             | 8 de mayo de 2022   | 5 de junio de 2022 | Red Uno         |
|           | 3         | 7         | 12-18              | julio de 2022       | TBA                | Red Uno         |